# Poodle Hat
Poodle Hat er et musikalbum udgivet den 20. maj 2003 af Weird Al.

## Numre
1. Couch Potato (Parodi på Eminem's 'Lose yourself')
2. Hardware Store
3. Trash Day (Parodi på Nelly's 'Hot In Here')
4. Party At The Leper Colony
5. Angry White Boy Polka
6. Wanna B Ur Lovr
7. A Complicated Song (Parodi på Avril Lavigne's 'Complicated')
8. Why Does This Always Happen To Me?
9. Ode To A Superhero (Parodi på Billy Jole's 'Piano Man')
10. Bob
11. I Bough It on eBay (Parodi på Backstreet Boys's 'I Want It That Way')
12. Genius In France